# 南磨房地区

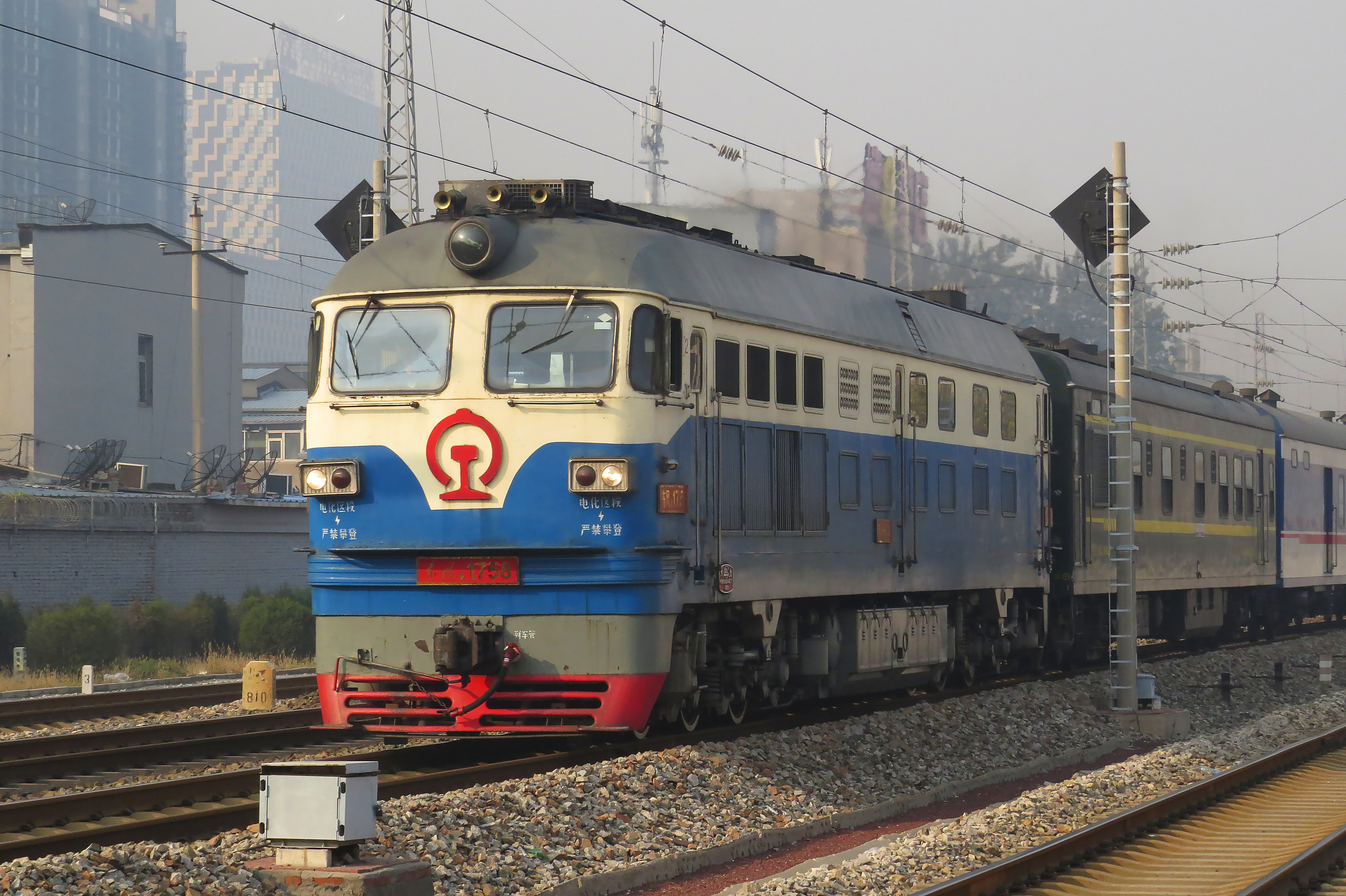
京哈铁路穿过南磨房地区北部

南磨房地区是中华人民共和国北京市朝阳区的一个地区办事处，同时保留南磨房乡名称，其行政事务机构实行“一套人马，两块牌子”的体制，地区办事处与乡政府合署办公。
南磨房地区位于北京市东南的城乡结合部。与之接壤的街道和地区有：西边隔东三环路与双井、劲松、潘家园街道相接，北至通惠河，东与高碑店、王四营地区和垡头街道相邻，南边十八里店地区。面积10.23平方公里，常住人口6.1万人。

## 下辖社区
南磨房地区目前下辖的社区有：
- 紫南家园社区
- 平乐园社区
- 双龙南里社区
- 南新园社区
- 百子湾东社区
- 百子湾西社区
- 东郊社区
- 山水文园社区
- 欢乐谷社区

南磨房地区目前下辖的村委会有：
- 楼梓庄村委会
- 大郊亭村委会

## 交通
京哈铁路、京承铁路、双沙铁路：北京东站